# Torneo masculino de béisbol en los Juegos Panamericanos de 1975
El béisbol en los Juegos Panamericanos de 1975 estuvo compuesto por un único evento masculino, se disputó en Ciudad de México, México del 13 al 24 de octubre de 1975, en este torneo Cuba revalidó el título obtenido en la edición anterior de manera invicta con 8 victorias y 0 derrotas.

## Equipos participantes
- Canadá(CAN)
- Colombia(COL)
- Cuba(CUB)
- El Salvador(ESA)
- Estados Unidos(USA)
- México(MEX)
- Puerto Rico(PUR)
- República Dominicana(DOM)
- Venezuela(VEN)

## Resultados
La disputó una fase única en el torneo.